# Segunda División de Venezuela 2018
La temporada 2018 de la Segunda División de Venezuela fue la 39ª edición del torneo de segundo nivel del Fútbol profesional Venezolano. 

## Aspectos Generales

### Modalidad
El torneo de Segunda División tiene la siguiente modalidadː
1) Se dividen a 2 Grupos, el Grupo Oriental conformado por 11 equipos y el Grupo Occidental conformado por 10 equipos conformando un total de 21 equipos que disputarán Torneo Apertura y Torneo Clausura ambas vueltas.
2) Los dos (2) primeros de cada grupo jugarán la Fase Final del torneo, jugando a modo de ida y vuelta, los ganadores de cada llave jugarán la final a partido de ida y vuelta para determinar al Campeón.
3) El campeón del Torneo Apertura y del Torneo Clausura asciende a la Primera División 2019. Además estos dos equipos disputan la final, a partido de ida y vuelta, para definir el campeón de la temporada de Segunda División.
4) En caso de que el campeón del Apertura se titule en el Torneo Clausura se llevara el segundo ascenso a Primera División 2019  por vía Tabla Acumulada.

### Descensos
Se determinará por Tabla Acumulada, los tres (3) últimos equipos descienden a la Tercera División 2019.

### Nota
- Para este torneo a partir de 2018 no habrá equipos filiales disputando la categoría.

## Equipos participantes

### Ascensos y descensos
| Pos | a la Primera División de Venezuela 2018 |
| --- | --------------------------------------- |
| 1°  | Estudiantes de Caracas S.C.             |
| 2°  | Academia Puerto Cabello                 |

| Pos | de la Primera División de Venezuela 2017 |
| --- | ---------------------------------------- |
| 19° | Deportivo JBL del Zulia                  |
| 20° | Atlético Socopó F.C.                     |

| Pos               | de la Tercera División Venezolana 2017 |
| ----------------- | -------------------------------------- |
| 1° Cuadrangular A | Club Deportivo Hermanos Colmenarez     |
| 2° Cuadrangular B | Club Atlético Furrial                  |

| Pos                 | a la Tercera División Venezolana 2018 |
| ------------------- | ------------------------------------- |
| 2° Grupo Occidental | Zamora FC B                           |
| 3° Grupo Occidental | Atlético Guanare                      |
| 4° Grupo Central    | Caracas FC B                          |
| 3° Grupo Central    | Atlético Venezuela B                  |
| 4° Grupo Oriental   | Tucanes de Amazonas                   |

Los equipos Libertador FC y CD Hermanos Colmenarez debutarán en la categoría mediante la adquisición de los derechos de Atlético Socopó y Madeira Club Lara respectivamente.

### Datos de los equipos
Los equipos Club Atlético Furrial, Libertador FC y Club Deportivo Hermanos Colmenarez, harán su debut en la categoría.
| Club                     | Ciudad         | Entrenador        | Estadio                         | Aforo  |
| ------------------------ | -------------- | ----------------- | ------------------------------- | ------ |
| Angostura FC             | Ciudad Bolívar | Luis Vera         | Ricardo Tulio Maya              | 2.500  |
| Atlético El Vigía        | El Vigía       | Eduardo Borrero   | Ramón Hernández                 | 12.765 |
| Atlético Furrial         | Maturín        | Elbio Martinez    | Estadio Alexander Bottini       | 10.000 |
| Chicó de Guayana         | San Félix      | Alexis Garcia     | CTE Cachamay                    | 41.600 |
| Deportivo JBL del Zulia  | Maracaibo      | Frank Flores      | José Pachencho Romero           | 40.000 |
| Deportivo Petare         | Caracas        | Francisco Nuñez   | Fray Luis de Leon               | 500    |
| Gran Valencia F.C.       | Maracay        | Bladimir Morales  | Estadio Giuseppe Antonelli      | 7.500  |
| Hermanos Colmenarez      | Barinas        | Luis Pacheco      | Estadio Reinaldo Melo           | 10.000 |
| Lala FC                  | Puerto Ordaz   | Delvalle Rojas    | CTE Cachamay                    | 41.600 |
| Libertador FC            | Caracas        | Leopoldo Prado    | Fray Luis de Leon               | 2.000  |
| Llaneros de Guanare      | Guanare        | Edwin Quillagury  | Rafael Pinto                    | 10.000 |
| Margarita FC             | Pampatar       | Jose Rebolledo    | Ciudad Deportiva                | 5.000  |
| Petroleros de Anzoátegui | Puerto La Cruz | Richard Arrieta   | José Antonio Anzoátegui         | 40.000 |
| Real Frontera SC         | San Antonio    | Dario Martinez    | Pedro Rafael Chávez             | 5.000  |
| Titanes FC               | Maracaibo      | José René Cortina | José Pachencho Romero           | 40.000 |
| UCV FC                   | Caracas        | Alfarabi Romero   | Cocodrilos Sport Park           | 3.500  |
| ULA FC                   | Mérida         | Elvis Martínez    | Estadio Metropolitano de Mérida | 6.500  |
| Unión Atlético Falcón    | Punto Fijo     | Freddys Gonzalez  | Pedro Conde                     | 1.500  |
| Ureña SC                 | Ureña          | Rolando Suárez    | UCAT                            | 2.500  |
| Yaracuy FC               | San Felipe     | Álvaro Valencia   | Florentino Oropeza              | 11.000 |
| Yaracuyanos FC           | San Felipe     | Jobanny Rivero    | Florentino Oropeza              | 11.000 |

### Jugadores foráneos
El número de jugadores extranjeros está restringido a tres por equipo. Actualizado al 24 de enero de 2018.
| Equipo                   | Jugador 1                | Jugador 2         | Jugador 3            | Jugador 4         |
| ------------------------ | ------------------------ | ----------------- | -------------------- | ----------------- |
| Angostura FC             | Jhon Zea                 |                   |                      |                   |
| Atlético El Vigía        | Jader Maza               | Charly Garcés     | Santiago Cor         | Helmer Patiño     |
| Atlético Furrial         | Jefferson Renteria       |                   |                      |                   |
| Chicó de Guayana         | Yessid Torres            | Daniel Gonzalez   |                      |                   |
| Deportivo JBL Zulia      | Henry Palacios           |                   |                      |                   |
| Deportivo Petare         | Bandera de ?             |                   |                      |                   |
| Gran Valencia FC         | Hugo Soto                |                   |                      |                   |
| Hermanos Colmenarez      | Bandera de ?             |                   |                      |                   |
| Lala FC                  | Bandera de ?             |                   |                      |                   |
| Libertador FC            | Guillermo Hoyos          |                   |                      |                   |
| Llaneros EF              | Jhonny Rodríguez Garivia | Anderson Perea    | Leonel Medina        |                   |
| Margarita FC             | Alex Stabile             | Giovanny Grijalba | Iván Sandoval        |                   |
| Petroleros de Anzoátegui | Bandera de ?             |                   |                      |                   |
| Real Fronteras SC        | Steve Guardia            | Yannier Ramírez   | Alfonso López        | Keneth Hermosilla |
| Titanes de Maracaibo FC  | Brayan Quiñones          | Jean Renteria     | Edwin Ibarra         | Omar Mancilla     |
| UCV FC                   | Leandro Vargas           |                   |                      |                   |
| ULA FC                   | Jose Zarur               | Jose Hurtado      | Wilson Murillo Longa |                   |
| Unión Atlético Falcón    | Bandera de ?             |                   |                      |                   |
| Ureña SC                 | William Blanco           | Diego Espinel     | Julio Caicedo        |                   |
| Yaracuy FC               | Bandera de ?             |                   |                      |                   |
| Yaracuyanos FC           | Dimas Aragón             | Argenis Alba      |                      |                   |

## Clasificación

### Grupo Centro-Occidental
|  |     | Equipo                    | JJ | JG | JE | JP | GF | GC | PTS | DG  |
|  | --- | ------------------------- | -- | -- | -- | -- | -- | -- | --- | --- |
|  | 1.  | U.L.A. F.C.               | 36 | 19 | 11 | 6  | 66 | 36 | 68  | 30  |
|  | 2.  | Llaneros de Guanare E.F.* | 36 | 20 | 10 | 6  | 53 | 32 | 67  | 21  |
|  | 4.  | Ureña S.C                 | 36 | 17 | 8  | 11 | 64 | 47 | 59  | 17  |
|  | 3.  | Hermanos Colmenarez       | 36 | 14 | 14 | 8  | 58 | 44 | 56  | 14  |
|  | 6.  | Real Frontera S.C.        | 36 | 12 | 8  | 16 | 47 | 51 | 44  | -4  |
|  | 7.  | Titanes F.C.              | 36 | 10 | 14 | 12 | 37 | 41 | 44  | -4  |
|  | 8.  | Deportivo JBL Zulia       | 36 | 11 | 9  | 16 | 40 | 58 | 42  | -18 |
|  | 9.  | F.A. El Vigía F.C.        | 36 | 9  | 13 | 18 | 54 | 63 | 40  | -9  |
|  | 5.  | Yaracuyanos F.C           | 36 | 8  | 13 | 15 | 51 | 64 | 37  | -13 |
|  | 10. | U.A. Falcón               | 36 | 5  | 10 | 21 | 39 | 73 | 25  | -34 |

*Menos 3 puntos por Decisión 180111 PST VEN ZH/Comisión de Disciplina FIFA

### Grupo Centro-Oriental
|  |     | Equipo                         | JJ | JG | JE | JP | GF | GC | PTS | DG  |
|  | --- | ------------------------------ | -- | -- | -- | -- | -- | -- | --- | --- |
|  | 1.  | Yaracuy F.C.                   | 40 | 20 | 9  | 11 | 78 | 53 | 69  | 25  |
|  | 2.  | Chicó de Guayana F.C.          | 40 | 20 | 9  | 11 | 50 | 36 | 69  | 14  |
|  | 3.  | Gran Valencia F.C.             | 40 | 21 | 6  | 13 | 49 | 40 | 69  | 9   |
|  | 7.  | Margarita F.C.                 | 40 | 15 | 13 | 12 | 56 | 50 | 58  | 6   |
|  | 11. | A.C. Lala F.C.                 | 40 | 16 | 10 | 14 | 53 | 47 | 58  | 6   |
|  | 5.  | Angostura F.C.                 | 40 | 15 | 9  | 16 | 45 | 44 | 54  | 1   |
|  | 6.  | Libertador F.C                 | 40 | 15 | 9  | 16 | 48 | 49 | 54  | -1  |
|  | 4.  | Petare F.C                     | 40 | 14 | 11 | 15 | 52 | 47 | 53  | -5  |
|  | 8.  | Petroleros de Anzoátegui F.C.* | 40 | 13 | 7  | 20 | 50 | 66 | 46  | -16 |
|  | 9.  | C.A. Furrial                   | 40 | 12 | 7  | 21 | 38 | 62 | 43  | -24 |
|  | 10. | U.C.V. F.C.                    | 40 | 10 | 10 | 20 | 40 | 63 | 40  | -23 |

*Menos 3 puntos por Decisión 180111 PST VEN ZH/Comisión de Disciplina FIFA

### Tabla Acumulada
|  |     | Equipo                        | PJ | PG | PE | PP | GF | GC | PTS | DG  | PCT   |  |
|  | --- | ----------------------------- | -- | -- | -- | -- | -- | -- | --- | --- | ----- |  |
|  | 1.  | Yaracuy F.C.                  | 40 | 20 | 9  | 11 | 78 | 53 | 69  | 25  | 1,725 |  |
|  | 2.  | Chicó de Guayana F.C.         | 40 | 20 | 9  | 11 | 50 | 36 | 69  | 14  | 1,725 |  |
|  | 3.  | Gran Valencia F.C.            | 40 | 21 | 6  | 13 | 49 | 40 | 69  | 9   | 1,725 |  |
|  | 4.  | U.L.A. F.C.                   | 36 | 19 | 11 | 6  | 66 | 36 | 68  | 30  | 1,88  |  |
|  | 5.  | Llaneros de Guanare E.F.      | 36 | 20 | 10 | 6  | 53 | 32 | 67  | 21  | 1,86  |  |
|  | 6.  | Ureña S.C.                    | 36 | 17 | 8  | 11 | 64 | 47 | 59  | 17  | 1.63  |  |
|  | 7.  | Margarita F.C.                | 40 | 15 | 13 | 12 | 56 | 50 | 58  | 6   | 1,45  |  |
|  | 8.  | A.C. Lala F.C.                | 40 | 16 | 10 | 14 | 53 | 47 | 58  | 6   | 1.45  |  |
|  | 9.  | C.D. Hermanos Colmenarez      | 36 | 14 | 14 | 8  | 58 | 44 | 56  | 14  | 1,55  |  |
|  | 10  | Angostura F.C.                | 40 | 15 | 9  | 16 | 45 | 44 | 54  | 1   | 1,35  |  |
|  | 11. | Libertador F.C                | 40 | 15 | 9  | 16 | 48 | 49 | 54  | -1  | 1,35  |  |
|  | 12. | Petare F.C                    | 40 | 14 | 11 | 15 | 52 | 47 | 53  | -5  | 1,32  |  |
|  | 13. | Petroleros de Anzoátegui F.C. | 40 | 13 | 7  | 20 | 50 | 66 | 46  | -16 | 1,15  |  |
|  | 14. | Real Frontera S.C.            | 36 | 12 | 8  | 16 | 47 | 51 | 44  | -4  | 1,22  |  |
|  | 15. | Titanes F.C.                  | 36 | 10 | 14 | 12 | 37 | 41 | 44  | -4  | 1,22  |  |
|  | 16. | C.A. Furrial                  | 40 | 12 | 7  | 21 | 38 | 62 | 43  | -24 | 1,075 |  |
|  | 17. | Deportivo J.B.L Zulia         | 36 | 11 | 9  | 16 | 40 | 58 | 42  | -18 | 1,16  |  |
|  | 18. | F.A. El Vigía F.C.            | 36 | 9  | 13 | 18 | 54 | 63 | 40  | -9  | 1,11  |  |
|  | 19. | U.C.V. F.C.                   | 40 | 10 | 10 | 20 | 40 | 63 | 40  | -23 | 1     |  |
|  | 20  | Yaracuyanos F.C.              | 36 | 8  | 13 | 15 | 51 | 64 | 37  | -13 | 1,02  |  |
|  | 21. | U.A. Falcón                   | 36 | 5  | 10 | 21 | 39 | 73 | 25  | -34 | 0,69  |  |

|  | Clasifica a Cuadrangular Final. |
|  | Desciende a Tercera divison     |

## Final
Llaneros de Guanare - Lala FC

### Final Segunda División 2018
| 2 de diciembre, 15:00 | Lala FC | 0:0     | Llaneros de Guanare | CTE Cachamay, Ciudad Bolívar                             |                                                          |
|                       |         | Reporte |                     | Asistencia: 965 espectadores Árbitro(s): Francisco López | Asistencia: 965 espectadores Árbitro(s): Francisco López |

| 6 de diciembre, 15:00 | Llaneros de Guanare                                          | 3:1 (2:0) (Global 3:1) | Lala FC             | Rafael Calles Pinto, Guanare |                           |
|                       | - Yonaiker Reyes 34' - Ángel Agnello 45' - Carlos Torres 66' |                        | - 57' Julián Acosta | Árbitro(s): Isley Delgado    | Árbitro(s): Isley Delgado |

| Campeón                                                                                  |
| Llaneros de Guanare Segunda División 2018 Clasifica a Primera División de Venezuela 2019 |

## Estadísticas

### Goleadores
Actualizado el 28 de diciembre del 2018.
| Jugador         | Equipo                   | Goles |
| --------------- | ------------------------ | ----- |
| Oscar Becerra   | Real Frontera Sport Club | 24    |
| Heiber Diaz     | ULA FC                   | 21    |
| Julio Caicedo   | Ureña                    | 20    |
| Omar Perdomo    | Libertador Fútbol Club   | 20    |
| Jesús Ordónez   | Yaracuy Fútbol Club      | 19    |
| René Alarcon    | Titanes                  | 17    |
| Gilson Salazar  | Ureña                    | 16    |
| Anderson Romero | Petroleros de Anzoátegui | 13    |
| Armanado Araque | Libertador               | 11    |
| Denny Herrera   | Yaracuy Fútbol Club      | 11    |
| Orlando Cordero | Margarita FC             | 11    |

- Fuente: FVF